# Bridgewater (Virginie)
Pour les articles homonymes, voir Bridgewater.
Bridgewater est une municipalité américaine située dans le comté de Rockingham en Virginie. Lors du recensement de 2010, Bridgewater compte 5 644 habitants.

## Géographie
Bridgewater est située sur la rive nord de la North River (en), un affluent de la branche nord de la Shenandoah, à quelques kilomètres au sud-ouest de Harrisonburg, le siège du comté.
Selon le Bureau du recensement des États-Unis, la municipalité s'étend en 2010 sur une superficie de 2,54 milles carrés (6,58 km2), dont environ 0,01 mille carré (0,03 km2) d'étendues d'eau.

## Histoire
La localité est habitée par des européens dès les années 1740. Elle porte le nom de McGill's Ford et Bridgeport avant l'arrivée de Jacob et John Dinkle, au début du XIXe siècle, qui y fondent plusieurs usines et moulins autour du bourg de Dinkletown,. Le 7 février 1835, l'Assemblée générale de Virginie forme la municipalité de Bridgewater, ainsi nommée en référence au pont voisin (en anglais : bridge) sur la North River (en).
La ville se développe grâce à sa localisation sur une importante route à péage entre Harrisonburg et Warm Springs. Elle annexe à plusieurs reprises des terres voisines : la ville nouvelle (New Town) dans les années 1850, puis d'autres terrains dans les années 1880, 1980 et 1990.
Le Bridgewater College (en) ouvre ses portes vers 1880. 
Le centre historique de Bridgewater, autour de la Main Street et de l'ancien campus du Bridgewater College, est inscrit au Registre national des lieux historiques. Il regroupe une centaine de bâtiments, pour beaucoup construits dans un style victorien typique des villes-péages de la fin du XIXe siècle.

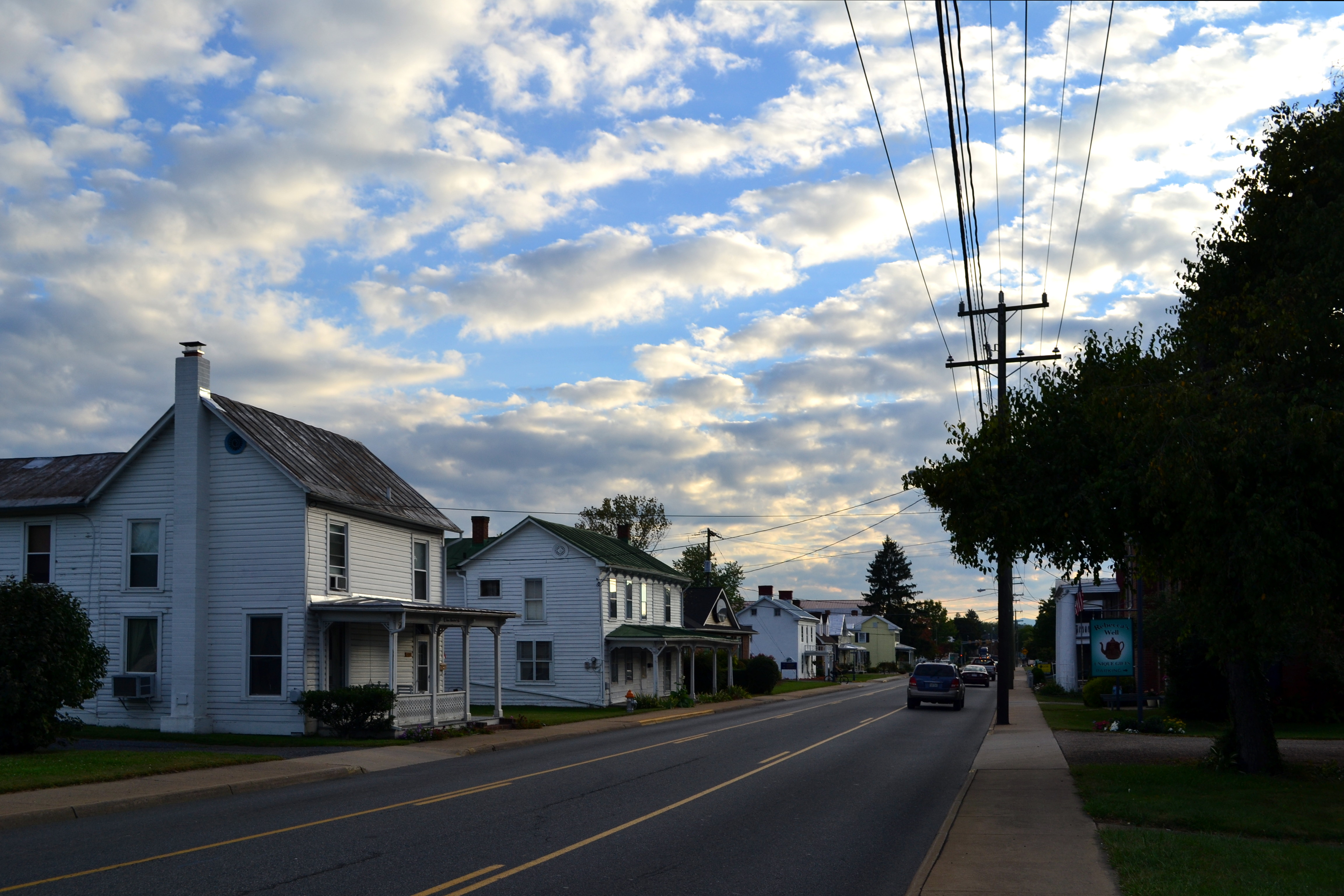
Le quartier historique de Main Street
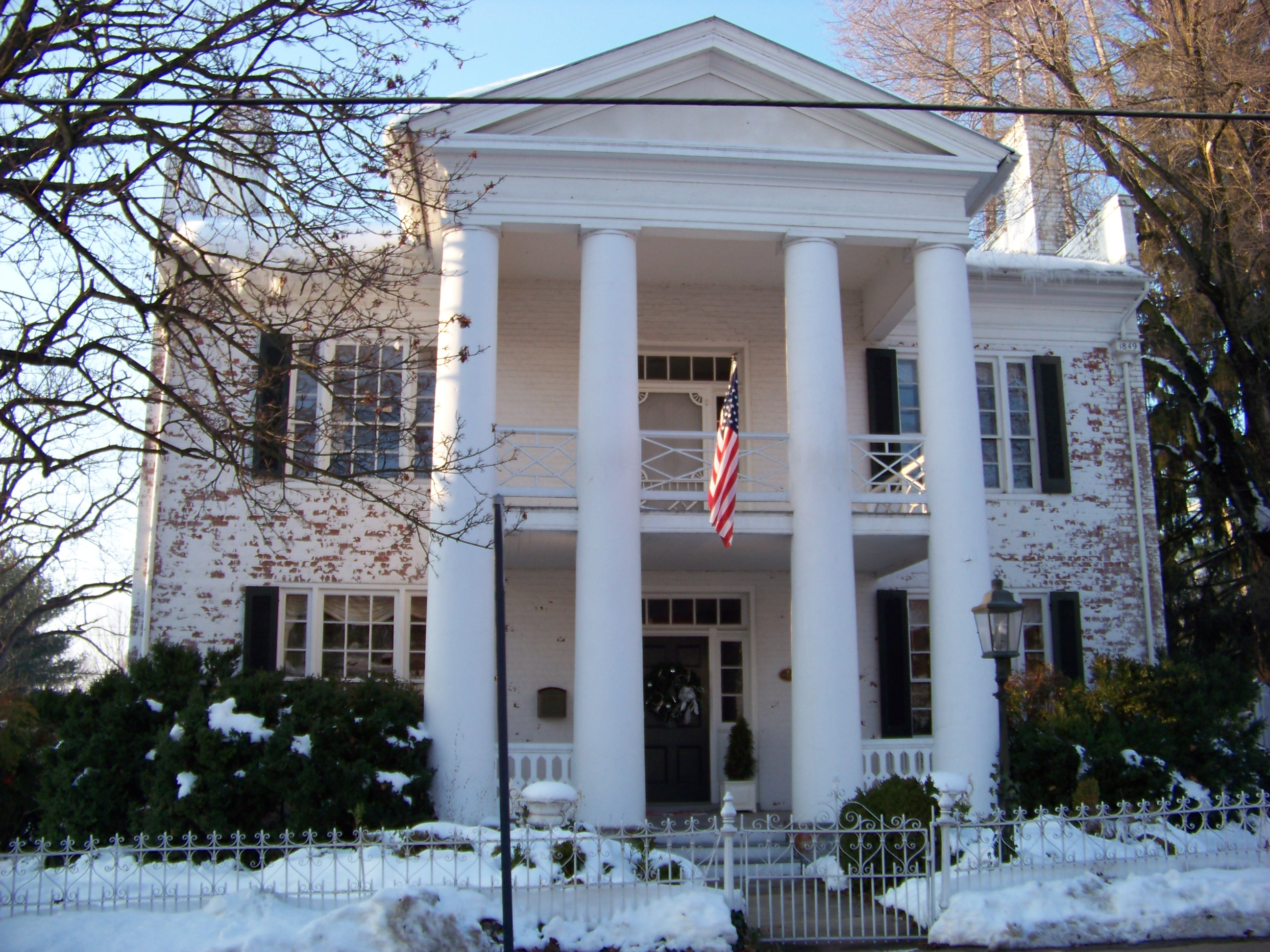
Une maison sur Main Street
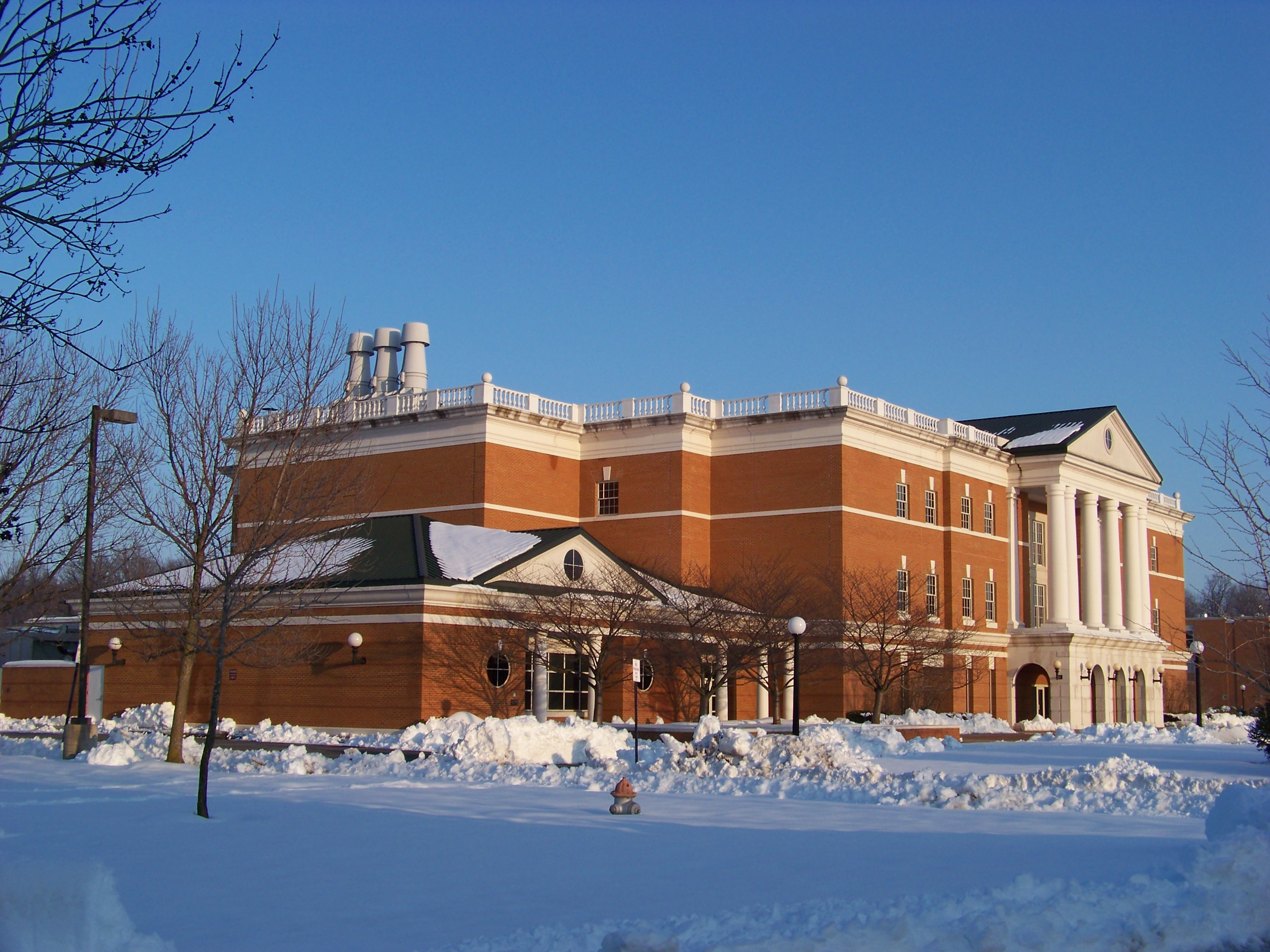
Le Bridgewater College

## Démographie
La population de Bridgewater est estimée à 6 048 habitants au 1er juillet 2016.
| Groupe                           | Bridgewater | Virginie | États-Unis |
| -------------------------------- | ----------- | -------- | ---------- |
| Blancs                           | 91,8        | 70,0     | 76,9       |
| Afro-Américains                  | 4,7         | 19,8     | 13,3       |
| Amérindiens                      | 1,5         | 0,5      | 1,3        |
| Asiatiques                       | 0,3         | 6,6      | 5,7        |
| Métis                            | 1,6         | 2,9      | 2,6        |
|                                  |             |          |            |
| Hispaniques et Latino-Américains | 4,0         | 9,1      | 17,8       |

Le revenu par habitant était en moyenne de 26 688 dollars par an entre 2012 et 2016, en-dessous de la moyenne de la Virginie (34 967 dollars) et de la moyenne nationale (29 829 dollars). Sur cette même période, 4,9 % des habitants de Bridgewater vivaient sous le seuil de pauvreté (contre 11,0 % dans l'État et 12,7 % à l'échelle des États-Unis).